# Милош Форман
Милош Форман (на чешки: Miloš Forman) е чешко-американски сценарист и кинорежисьор.

## Биография и творчество
Роден е на 18 февруари 1932 г. в Часлав.
По време на Втората световна война родителите му са убити в концлагер. Завършва Филмовия и телевизионен факултет на Академията за сценични изкуства в Прага. Работи в киното като сценарист от 1955 г., а също така участва при създаването на първите програми на пражкия театър „Латерната на магьосника“.
В Чехословакия постига успех с документалните филми „Конкурс“ (1962 г.) и „Ако не беше музиката“ (1963 г.). Снима игралните филми „Черен Петър“ (1964 г.), „Любовта на русокосата“ (1965 г.) и „Пожар, момичето ми“ (1967 г.).
През 1967 г. заминава на специализация в САЩ. През 1968 г. Заминава за Париж за преговори за провеждане на снимки на нов филм и остава там, заради окупацията на Чехословакия от Съветската армия.
От 1971 г. се установява за постоянно в САЩ и още първият му филм печели наградата на фестивала в Кан. Филмите му „Излитане“ (1971 г.) и „Коса“ (1979 г.) описват конфликта и липсата на доверие между поколенията.
През 1972 г. снима новелата „Десетобой“ от документалния филм за Мюнхенската олимпиада „През погледа на осемте“.
През 1975 г. Форман постига световен успех с екранизацията на „Полет над кукувиче гнездо“ и за него печели 5 награди „Оскар“.
През 1976 г. осъществява и постановка на Бродуей „Опера за три гроша“. От 1978 г. Форман преподава в кинофакултета на Колумбийския университет.
Славата му расте с „Коса“ (1979), филм, с който се открива фестивалът в Кан през 1980 г.
И идват осемте „Оскар“-а за 1984 г. за филма му „Амадеус“, сниман в Прага.
„Народът срещу Лари Флинт“ (1996) е за скандалния издател на списание „Hustler“.
През 1999 г. прави филм за комика Анди Кауфман – „Човек на луната“ (1999)
Форман работи с операторите Хаскъл Уекслър и Мирослав Ондржичек, и актьорите Джак Никълсън, Луис Флечър, Трийт Уилямс, Джон Савидж, Джеймс Кагни, Хауърд Ролинс, Брат Дуриф, Том Хълси, Ф. Мъри Ейбръхам, Анет Бенинг и др.
Умира от болест в Данбъри, Кентъки на 13 април 2018 г.

## Филмография
| година | филм                      | оригинално заглавие             | режисьор | сценарист | актьор | бележки                        |
| ------ | ------------------------- | ------------------------------- | -------- | --------- | ------ | ------------------------------ |
| 1953   |                           | Slovo delá zenu                 |          |           | да     |                                |
| 1954   | Сребърният вятър          | Stříbrný vítr                   |          |           | да     |                                |
| 1955   | Остави го на мен          | Nechte to na mně                |          | да        |        |                                |
| 1958   | Кученца                   | Štěňata                         |          | да        |        |                                |
| 1960   | Латерна магика II         | Laterna magika II               | да       | да        |        |                                |
| 1962   | Там в гората              | Tam za lesem                    |          |           | да     |                                |
| 1964   | Ако не беше музиката      | Kdyby ty muziky nebyly          | да       | да        |        | документален късометражен филм |
| 1964   | Конкурс                   | Konkurs                         | да       | да        |        | документален филм              |
| 1964   | Черен Петър               | Černý Petr                      | да       | да        |        |                                |
| 1965   | Любовта на русокосата     | Lásky jedné plavovlásky         | да       | да        |        |                                |
| 1966   | Добре платена разходка    | Dobře placená procházka         | да       |           |        |                                |
| 1967   | Пожар, момичето ми        | Hoří, má panenko                | да       | да        |        |                                |
| 1969   | Нокторезачката            | La pince à ongles               |          |           | да     | късометражен филм              |
| 1971   | Излитане                  | Taking Off                      | да       | да        |        | първи американски филм         |
| 1971   | Тъгувам по Соня Хени      | I Miss Sonia Henie              | да       |           |        | късометражен филм              |
| 1973   | През погледа на осемте    | Visions of Eight                | да       |           |        | документален филм              |
| 1975   | Полет над кукувиче гнездо | One Flew Over the Cuckoo's Nest | да       |           |        |                                |
| 1979   | Коса                      | Hair                            | да       |           |        |                                |
| 1981   | Рагтайм                   | Ragtime                         | да       |           |        |                                |
| 1984   | Амадеус                   | Amadeus                         | да       |           |        |                                |
| 1986   | Изпепелени сърца          | Heartbum                        |          |           | да     |                                |
| 1989   | Валмон                    | Valmont                         | да       | да        |        |                                |
| 1989   | Новогодишен ден           | New Years Day                   |          |           | да     |                                |
| 1996   | Народът срещу Лари Флинт  | The People vs. Larry Flynt      | да       |           |        |                                |
| 1999   | Човек на луната           | Man on the Moon                 | да       |           |        |                                |
| 2000   | Изкушението               | Keeping the Faith               |          |           | да     |                                |
| 2006   | Призраците на Гоя         | Goya's Ghosts                   | да       | да        |        |                                |
| 2008   | Челси на скалите          | Chelsea on the Rocks            |          |           | да     |                                |
| 2009   |                           | Peklo s princeznou              |          |           | да     |                                |
| 2011   | Възлюбените               | Les bien-aimés                  |          |           | да     |                                |